# Suore dell'Addolorata serve di Maria di Pisa
Le Suore dell'Addolorata, Serve di Maria di Pisa, sono un istituto religioso femminile di diritto pontificio: le suore di questa congregazione pospongono al loro nome la sigla O.S.M.

## Storia
La congregazione fu fondata da sette suore distaccatesi dalle oblate ospedaliere di Santa Chiara di Pisa a seguito di alcune difficoltà con gli amministratori dell'istituto dove prestavano servizio: il 9 dicembre 1895 le sette fondatrici vestirono l'abito delle mantellate dei Servi di Maria e l'11 febbraio 1896 emisero i voti secondo lo spirito della regola del terz'ordine servita.
L'istituto si sviluppò rapidamente e nel 1903 poterono inviare una comunità di suore a Barga per il servizio nell'ospedale locale; nel 1908 aprirono le suore una clinica a Pisa e nel 1936 grazie, alla protezione di Mariù Pascoli, fondarono un asilo a Castelvecchio. La loro prima missione fu aperta nel 1977 in India.
La congregazione, aggregata all'ordine servita dal 1º novembre 1916, ricevette il pontificio decreto di lode il 16 luglio 1954.

## Attività e diffusione
Le religiose si dedicano principalmente all'assistenza agli ammalati.
Oltre che in Italia, le suore sono presenti in Albania, Filippine, India e Indonesia; la sede generalizia è a Pisa.
Alla fine del 2011 la congregazione contava 197 religiose in 23 case.